# Plaza Río (Tijuana)

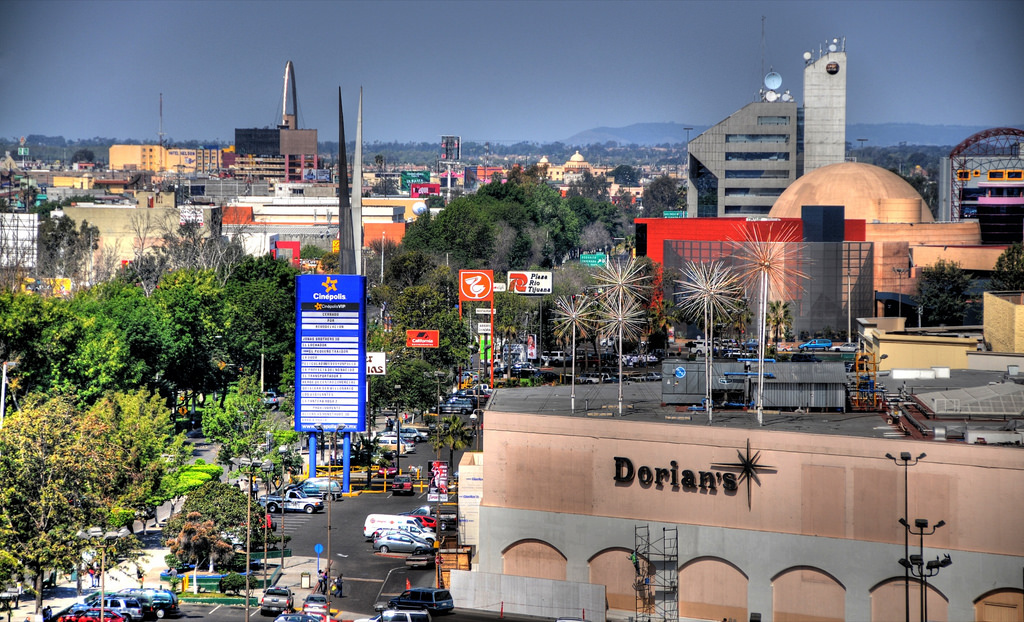
Plaza Río a medidos de la década de los 2000s, cuando Dorian's era una tienda ancla.

Plaza Río es un centro comercial ubicado en la avenida Paseo de los Héroes en la Zona Río de la ciudad de Tijuana. La creación de Plaza Río derivó de las obras de canalización y urbanización del Río Tijuana llevadas a cabo entre 1972 y 1976, a partir de los cuales se dio inicio a la construcción de numerosos edificios gubernamentales, culturales y comerciales. Inaugurado en julio de 1981, este centro comercial forma parte de lo que se conoce como la Zona Urbana Río.
Tiene un superficie de 140,000 m2 y se abrió en el año 1981.
Las tiendas ancla hoy en día son: Soriana, Sears (México), DAX, y Cinépolis.

## Historia

### Orígenes de la Zona Urbana Río
Desde inicios de la década de 1960, diferentes niveles gubernamentales mostraron su interés y preocupación por transformar la zona que actualmente ocupa la Plaza Río, en un área con alto potencial comercial y de desarrollo urbano. Para ello, se realizaron estudios y obras de tratamiento del lecho del Río, así como su posterior canalización. La presencia del asentamiento de invasión conocido como "Cartolandia" fue otro de los factores que motivaron la intervención sobre la zona, pues se consideraba que representaba una imagen negativa y un obstáculo para el desarrollo de la ciudad. Cartolandia fue desalojada en el año 1973. En total fueron urbanizadas 283.97 hectáreas sobre las cuales se construyeron nuevas viviendas, locales comerciales y una vía rápida.

#### Dorian's
El edificio que hoy en día es Sears era, desde la apertura de la plaza en 1981 hasta 2009, la tienda buque insignia de la cadena Dorian's, que originó en Tijuana y crecía hasta tener 14 sucursales a lo largo del noroeste de México. A partir de abril de 2009, las 14 tiendas departamentales Dorian’s pasaron a la operación de Sears México del Grupo Carso y a operar bajo el nombre Sears.  En mayo de 2009 cerró la tienda de Dorian's en el centro de Tijuana.